# Cleto Nunes Pereira
Cleto Nunes Pereira (Vitória, 3 de maio de 1855 — Nova Friburgo, 11 de abril de 1908) foi um jornalista e político brasileiro. Cleto Nunes foi um senador do Brasil durante a República Velha (ou Primeira República), pelo Espírito Santo, em dois mandatos (1898-1903) e (1903-1908).

## Biografia
Cleto Nunes Pereira nasceu em Vitória em 3 de maio de 1855, filho de Manuel Nunes Pereira e de Francisca Pinto da Rocha Pereira. 
Fez seus primeiros estudos em Vitória e o curso de humanidades no Rio de Janeiro. Pretendia cursar a Faculdade de Direito de São Paulo, mas, por razões de família, teve que voltar para Vitória. Em 1876 foi nomeado funcionário do Ministério da Fazenda na capital capixaba, onde fez carreira, chegando a ocupar o cargo de tesoureiro da Alfândega, que deixaria em 1886. Paralelamente, exerceu o jornalismo em diversos periódicos, e fundou com Muniz Freire o primeiro jornal diário capixaba, A Província do Espírito Santo.
Participou ativamente da campanha abolicionista, na imprensa e em sociedades criadas com tal finalidade. Em 1877, foi iniciado pedreiro-livre na Loja Maçônica União e Progresso de Vitória, na qual ocupou o cargo de venerável em 1884, 1890, 1891 e 1893, além de atuar como líder da maçonaria no Espírito Santo. 
Além disso, exerceu outros mandatos eletivos. Foi vereador de Vitória e presidente da  Câmara Municipal de Vitória, cargo equivalente atualmente ao de prefeito. Foi deputado federal - cargo que não exerceu de fato pois optou por continua atuando como presidente da Câmara Municipal de Vitória - e a deputado estadual, tendo exercido o cargo de presidente da Assembleia Legislativa do Espírito Santo, garantindo a posse de José de Melo Carvalho Muniz Freire no governo do estado. Era seu aliado e amigo pessoal de, tendo fundado com ele dois jornais: A Província do Espírito Santo, em 1882, e O Estado do Espírito Santo, em 1890.
Foi eleito senador em 1898, na vaga aberta pela morte de Eugênio Amorim, e, ao terminar o mandato por este iniciado, foi reeleito em 1904. No Senado, foi membro das comissões de Obras Públicas e de Comércio, Agricultura, Indústria e Artes. No Segundo Reinado, foi membro do Partido Liberal. Após a Proclamação da República, fundou com Muniz Freire o Partido Republicano Construtor.
Morreu em Nova Friburgo, no dia 11 de abril de 1908, quando exercia o cargo de Senador.
Foi casado em primeiras núpcias com Adelina Bastos Nunes, com quem teve cinco filhos, e em segundas núpcias com Laudelina de Araújo Nunes, com quem teve seis filhos.